# Фармерсбург (Индијана)
Фармерсбург (енгл. Farmersburg) град је у америчкој савезној држави Индијана.

## Демографија
По попису из 2010. године број становника је 1.118, што је 62 (-5,3%) становника мање него 2000. године.
| Група             | 2000.         | 2010.         |
| Белци             | 1.145 (97,0%) | 1.082 (96,8%) |
| Афроамериканци    | 1 (0,1%)      | 7 (0,6%)      |
| Азијати           | 4 (0,3%)      | 3 (0,3%)      |
| Хиспаноамериканци | 7 (0,6%)      | 14 (1,3%)     |
| Укупно            | 1.180         | 1.118         |